# Hypericum barbatum
Hypericum barbatum Jacq. è una pianta appartenente alla famiglia delle Hypericaceae.

## Distribuzione e habitat
La specie è diffusa in Albania, Austria, Bulgaria, Grecia, Italia, ex-Jugoslavia.